# جاسم القطامي
جاسم عبد العزيز عبد الوهاب القطامي (1927 - 29 يونيو 2012)، أول رئيس لمجلس إدارة الإتحاد الكويتي لكرة القدم ونائب سابق في مجلس الأمة الكويتي.

## سيرته البرلمانية
خاض انتخابات مجلس الأمة الكويتي 1963 في الدائرة الخامسة، وحصل على 1046 صوت وحل بالمركز الأول وفاز بالانتخابات، وقد استقال من مقعده بعد ذلك، وشارك في انتخابات مجلس الأمة الكويتي 1967 في الدائرة الخامسة، وحصل على 601 صوت وحل بالمركز السادس وخسر بالانتخابات، وشارك في انتخابات مجلس الأمة الكويتي 1975 في الدائرة الثانية، وحصل على 598 صوت وحل بالمركز الثالث وفاز بالانتخابات، وشارك في انتخابات مجلس الأمة الكويتي 1981 في الدائرة الثالثة، وحصل على 399 صوت وحل بالمركز الثالث وخسر بالانتخابات، وشارك في انتخابات مجلس الأمة الكويتي 1985 في الدائرة الثالثة، وحصل على 649 صوت وحل بالمركز الأول وفاز بالانتخابات، وشارك في انتخابات مجلس الأمة الكويتي 1992 في الدائرة الثالثة، وحصل على 392 صوت وحل بالمركز الرابع وخسر بالانتخابات وهو معروف كى أول نائب يدافع عن حقوق المرأة وحقوق الإنسان في الكويت. وكذلك بدأ جمعية حقوق الإنسان العربية في الكويت.

## سيرته الذاتية
جاسم عبد العزيز عبد الوهاب القطامي من مواليد الكويت عام 1927م، ولد في الحي الشرقي من مدينة الكويت، من أسرة كويتية كان لها شأن كبير في الحياة الاجتماعية التي أرست قواعد البناء الوطني في أعمال البحر، وتقلى تعليمه بالكتاتيب ومن ثم درس في المدرسة الشرقية والمباركية، ثم ذهب مع مجموعة من المبعوثين إلى القاهرة عام 1948م، فقدم أوراقه إلى كلية الطب وكلية الشرطة فدرس بكلية الطب لمدة عشرة أيام إلى أن تم قبوله بكلية الشرطة فترك كلية الطب، درس في مصر لمدة أربع سنوات إلى أن تخرج من كلية الشرطة وعمل لمدة عام بها.

## سيرته المهنية
التحق بكلية الشرطة وتخرج منها عام 1952م وعمل في دائرة الشرطة، ثم أرسل إلى انجلترا للالتحاق بدورة تنشيطية في كلية «هندون كوليج» لكسب خبرة في القانون والتحقيقات الجنائية ثم عاد إلى الكويت عام 1953م، وعين مديرا لإدارة الشرطة العامة.
وعندما عاد إلى الكويت وعين أول مدير للشرطة في عام 1954م برتبة مقدم، عمل لمدة عامين حيث قام بالكثير من الإصلاحات ووأدخل العلوم الحديثة، وعند بداية العدوان الثلاثي علي مصر في عام 1956م هاج الشارع الكويتي وبدأت المظاهرات، صدرت الأوامر إليه بإخماد المظاهرات فرفض تنفيذ الأوامر وكان جوابه المشهور: بأن الشرطة على استعداد لحراسة المظاهرات وتنظيمها لا ضربها أو تفريقها، فأقدم على الاستقالة احتجاجا علي الأوامر ومن دافع حسه الوطني وكان نص الاستقالة: "كان بودي الاستمرار في عملي كمديرا لشرطتكم الموقرة، بيد أن اختلافي مع سموكم في مسائل تتعلق بمستقبل الشعب وبحريته وكرامته، ومع أنني لا أستطيع أن أحارب هذه الأفكار التي أنا شخصيا مؤمن بها ومستعد للتضحية بالنفس والمال في سبيل استمرارها وبلوغها ما تصبوا إليه، لهذا أرجو قبول استقالتي والله يحفظكم” وقدمها إلى الشيخ صباح السالم الصباح، حينها تضامن معه مجموعة من الشباب الكويتيين في الشرطة فقدموا استقالاتهم وقبلت كلها.

## حياته بعد الاستقالة
بعد استقالته من سلك الشرطة عمل مديرا في شركة السينما الكويتية من عام 1956م إلى 1959م، وفي فبراير 1959م ألقى جاسم القطامي خطابه الشهير في ثانوية الشويخ الذي طالب بدستور ديمقراطي وحكم نيابي، وبعدها بقى من غير عمل حتى سنة 1961م ثم عين من قبل أمير الكويت أبو الدستور الراحل عبد الله السالم الصباح مستشار في الديوان الأميري، وبعد الاستقلال تأسست وزارة الخارجية فعين جاسم القطامي وكيلا بدرجة سفير في 27 مارس 1962م، واستقال من الخارجية يناير 1963م، وكان من اشد المدافعين عن الكويت بعد اطماع عبد الكريم قاسم، وعين بالمجلس التأسيسي يناير 1963م ثم أنتخب عضوا ب مجلس الأمة الكويتي في الدائرة الخامسة، وحصل على 1046 صوت وحل بالمركز الأول واستقال عام 1966م، وشارك في انتخابات مجلس الأمة (المزوره) 1967م في الدائرة الخامسة، وحصل على 601 صوت وحل بالمركز 6 وخسر بالانتخابات وهذه الانتخابات قد زورت من قبل السلطة، وكان جاسم القطامي من الموقعين على البيان الرافض في تزوير مجلس الامه، من ثم شارك في انتخابات مجلس الأمة 1975م في الدائرة الثانية وحصل على 598 صوت وحل بالمركز الثالث وفاز بالانتخابات وبهذا المجلس حصل الانقلاب الأول على الدستور من قبل السلطة، وشارك في انتخابات مجلس الأمة 1981م في الدائرة الثالثة، وحصل على 399 صوت وحل بالمركز الثالث وخسر بالانتخابات، شارك في انتخابات مجلس الأمة 1985م في الدائرة الثالثة، وحصل على 649 صوت وحل بالمركز الأول وفاز بالانتخابات، وبهذا المجلس حصل الانقلاب الثاني على الدستور وكان أيضا من الرافضين وخاض صراع مع السلطة وشارك بالتجمعات الشعبية في دواوين الاثنين وتم اعتقاله من قبل السلطة عام 1990م مع العديد من أعضاء مجلس الامه منهم د.عبد الله النفيسي.

## المنظمة العربية لحقوق الإنسان
وأيضا جاسم القطامي من مؤسسي ورئيس المنظمة العربية لحقوق الإنسان ورئيس الجمعية الكويتية لحقوق الإنسان، ومن الجانب الرياضي فهو أول رئيس للاتحاد الكويتي واللجنة الاولمبيه، وهو من مؤسسي حركة القوميين العرب بالكويت في الخمسينيات ونادي الاستقلال في الستينيات والتجمع الوطني في السبعينيات.